# کرتساسومور
کرتساسومور (به مجاری:  Kercaszomor) یک شهرداری در مجارستان است که در واش واقع شده‌است. کرتساسومور ۱۲٫۸۷ کیلومتر مربع مساحت و ۲۱۴ نفر جمعیت دارد.